# Grabów n/Pilicą (gromada)
Grabów n/Pilicą (alt. Grabów n. Pilicą, Grabów nad Pilicą) – dawna gromada, czyli najmniejsza jednostka podziału terytorialnego Polskiej Rzeczypospolitej Ludowej w latach 1954–1972.
Gromady, z gromadzkimi radami narodowymi (GRN) jako organami władzy najniższego stopnia na wsi, funkcjonowały od reformy reorganizującej administrację wiejską przeprowadzonej jesienią 1954 do momentu ich zniesienia z dniem 1 stycznia 1973, tym samym wypierając organizację gminną w latach 1954–1972.
Gromadę Grabów n/Pilicą siedzibą GRN w Grabowie n/Pilicą utworzono – jako jedną z 8759 gromad na obszarze Polski – w powiecie kozienickim w woj. kieleckim, na mocy uchwały nr 13e/54 WRN w Kielcach z dnia 29 września 1954. W skład jednostki weszły ze zniesionej gminy Grabów n/Pilicą:
- obszary dotychczasowych gromad[5] Grabów n/ Pilicą, Brzozówka, Kępa Niemojewska, Strzyżyna i Wyborów,
- kol. Dębniak i kol. Grabina z dotychczasowej gromady Grabina,
- kol. Kruszyna i Leśnictwo Strzyżyna Nowa Wola z dotychczasowej gromady Nowa Wola,
- kol. Zwierzyniec z dotychczasowej gromady Grabowska Wola kol.
- kol. Czerwonka z dotychczasowej gromady Grabów Zaleśny,

a także obszar dotychczasowej gromady Koziołek ze zniesionej gminy Trzebień w tymże powiecie. Dla gromady ustalono 22 członków gromadzkiej rady narodowej.
31 grudnia 1959 do gromady Grabów nad Pilicą przyłączono obszar zniesionej gromady Grabów Nowy w tymże powiecie.
Gromada przetrwała do końca 1972 roku, czyli do kolejnej reformy gminnej. 1 stycznia 1973 reaktywowano gminę Grabów nad Pilicą.